# Virgental
La Virgental è una valle del Tirolo orientale, in Austria, situata all'interno del gruppo Großvenediger, delimitata a sud dal Lasörlingkamm. In essa trova spazio il Parco nazionale Alti Tauri.

## Descrizione
La valle, il cui toponimo significa letteralmente Valle della Vergine, inizia a Matrei in Osttirol (934 m) e termina al Umbalfällen dove si trova la Umbaltal che è la continuazione occidentale della Virgental, con un totale di 60 rifugi. Nella parte centrale, la vallata si restringe con l'Iselschlucht, dopodiché si eleva a 1300 metri. La valle è particolarmente ricca di terre coltivabili e di pascoli per l'allevamento.
Il fiume Isel scorre attraverso la vallata assieme al Maurerbach ed al Dorferbach, due suoi affluenti.